# Голодная Земля
«Голодная Земля» (англ. The Hungry Earth) — восьмая серия пятого сезона сериала «Доктор Кто». Премьера серии состоялась 22 мая 2010 года на канале BBC One. Его просмотрели 6,49 миллиона зрителей на BBC One и BBC HD. Серия получила неоднозначные отзывы критиков.
Автор сценария — Крис Чибнелл.

## Сюжет
2020 год, Уэльс. Буровики пробуривают поселение силурианцев, живущих под землей и разрушают цивилизацию глубоко под землей.